# Gare d'Albert
Ne doit pas être confondu avec Gare d'Albertville.
La gare d'Albert est une gare ferroviaire française de la ligne de Paris-Nord à Lille, située sur le territoire de la commune d'Albert, dans le département de la Somme, en région Hauts-de-France.
Elle est mise en service en 1846, par la Compagnie des chemins de fer du Nord.
C'est une gare de la Société nationale des chemins de fer français (SNCF), desservie par des trains TER.

## Situation ferroviaire
Établie à 67 mètres d'altitude, la gare d'Albert est située au point kilométrique (PK) 155,296 de la ligne de Paris-Nord à Lille, entre les gares ouvertes de Buire-sur-l'Ancre et de Miraumont (s'intercale celle fermée de Beaucourt - Hamel). La gare dispose d'un quai latéral (jouxtant le bâtiment voyageurs), d'une longueur de 142 m, et d'un quai central de 264 m.
C'était une gare de correspondances avec les lignes à voie métrique d'Albert à Montdidier, d'Albert à Ham et d'Albert à Doullens des Chemins de fer départementaux de la Somme.

## Histoire

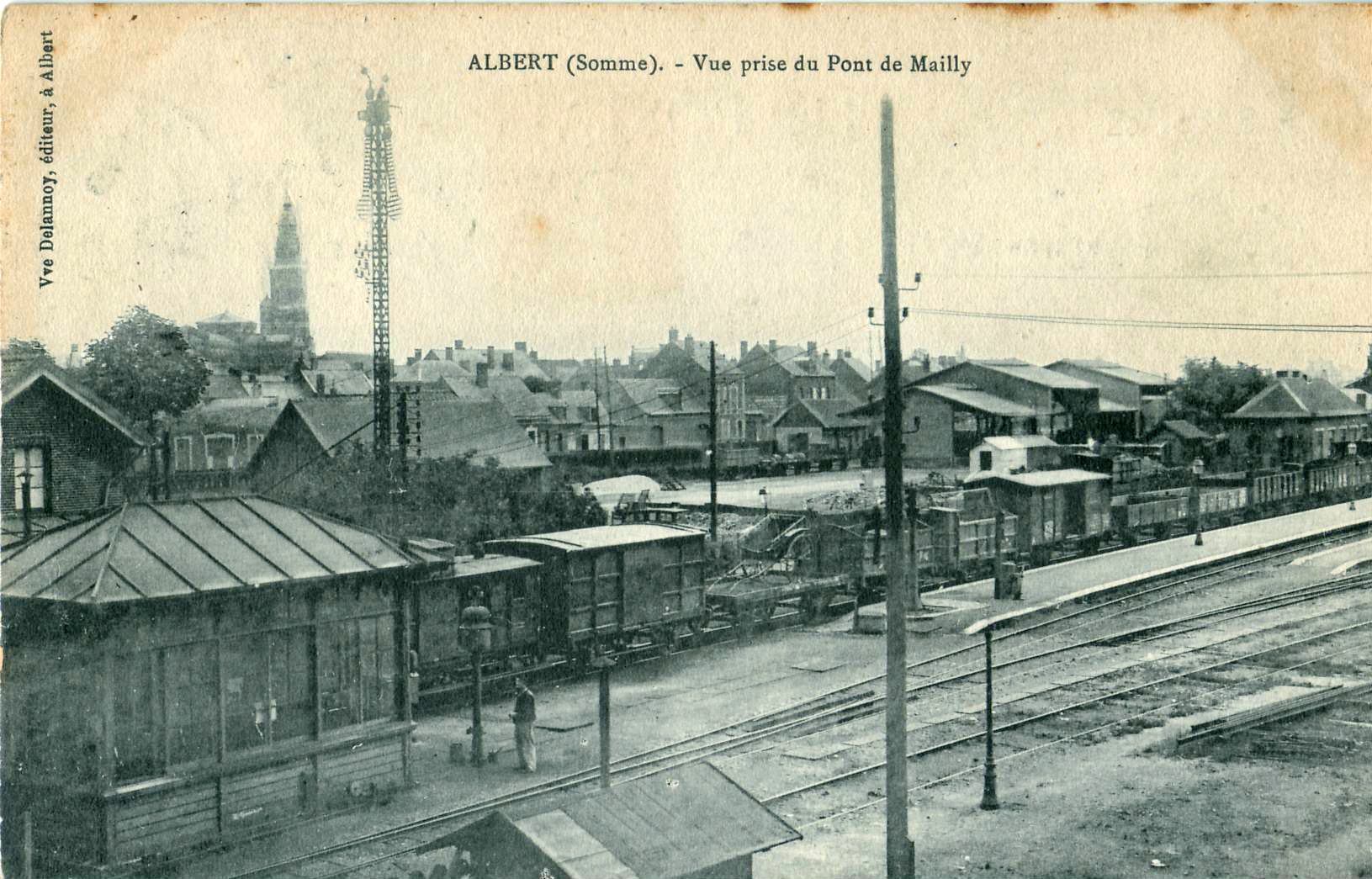
Vue des installations ferroviaires et de la ville, avant la Première Guerre mondiale.

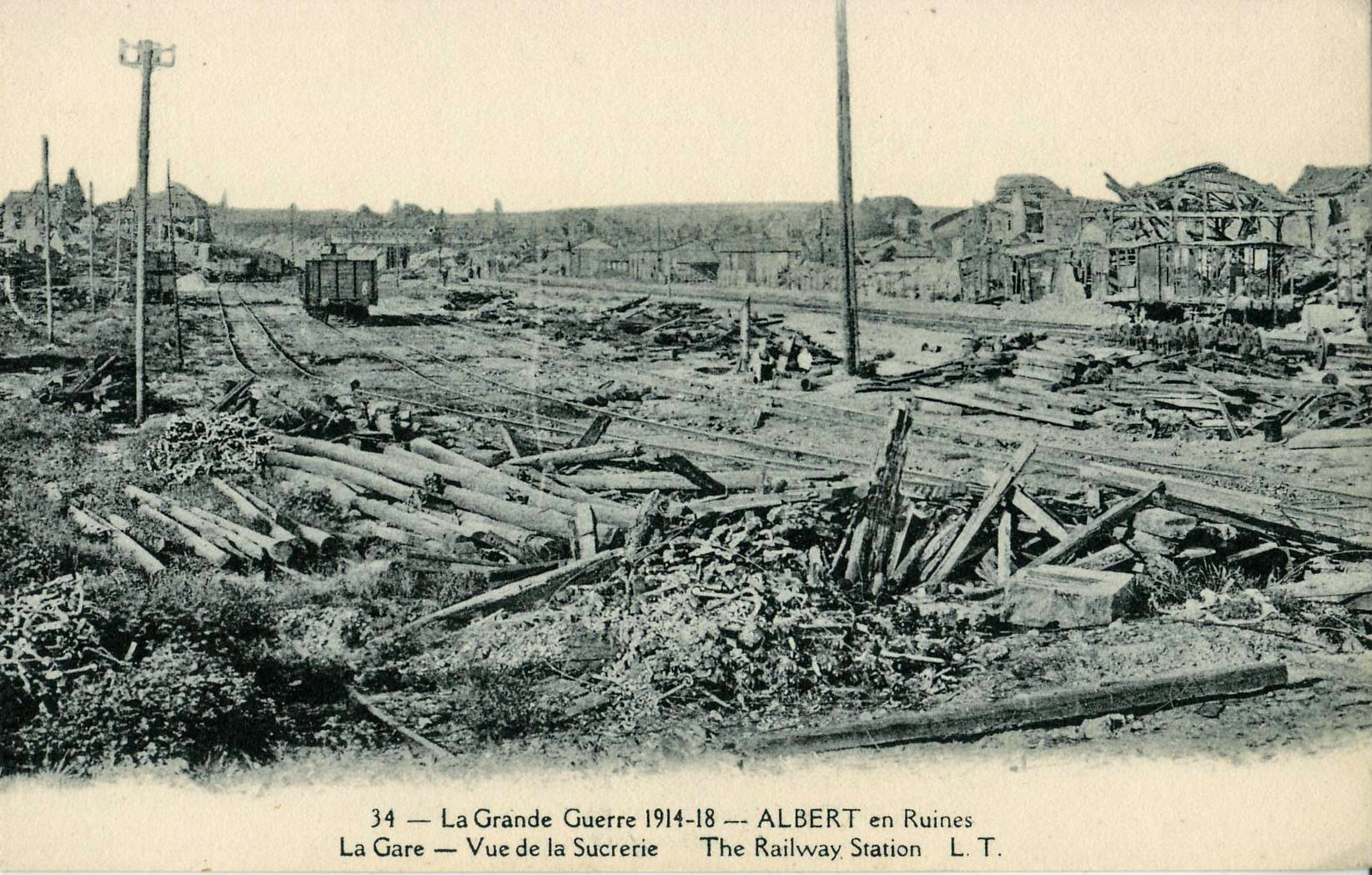
Les ruines de la première gare, à la fin de la Première Guerre mondiale.

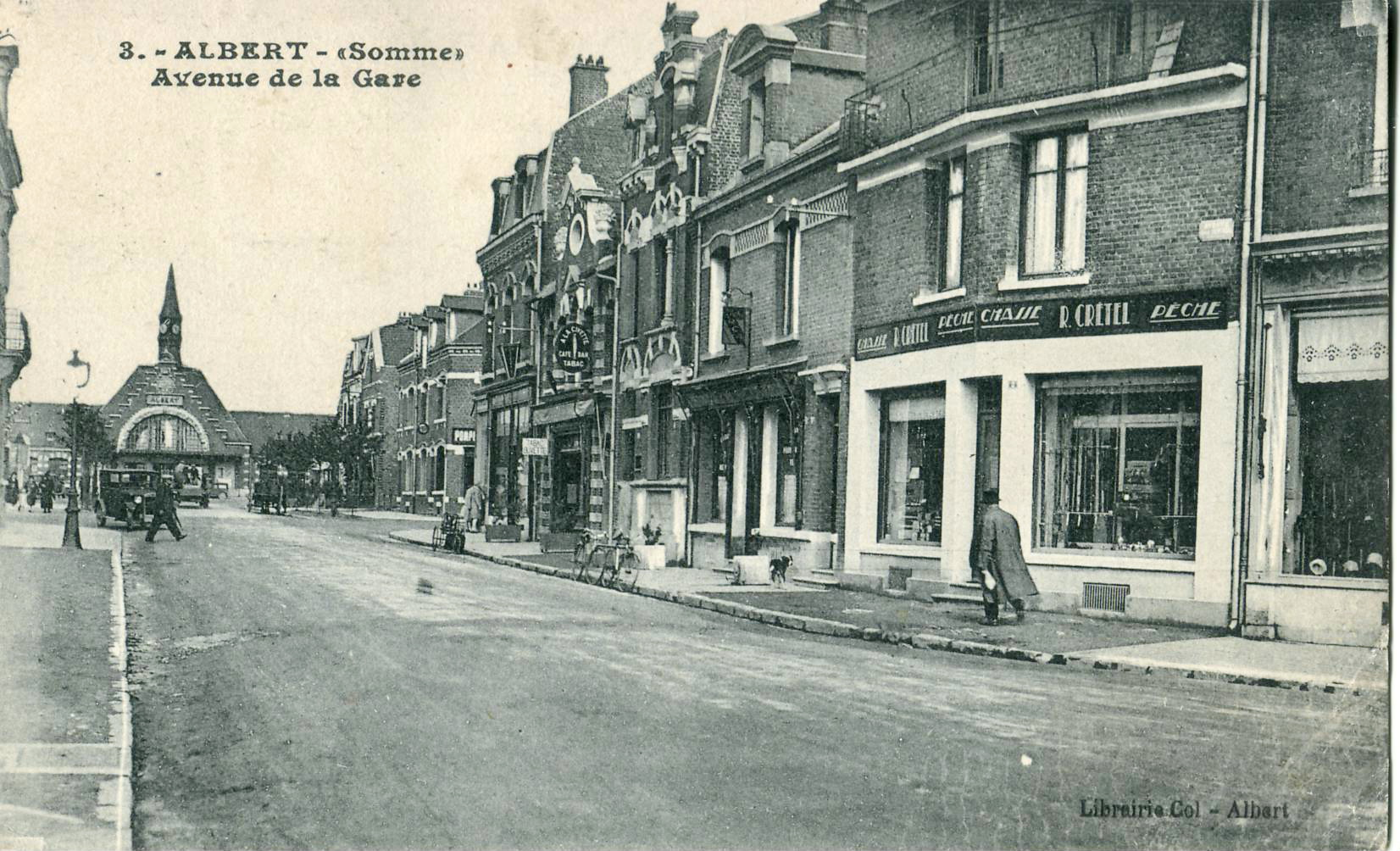
La gare, dans les années 1930.

La « station d'Albert », est officiellement mise en service le 21 juin 1846 par la Compagnie des chemins de fer du Nord, lorsqu'elle ouvre à l'exploitation sa ligne de Paris à Lille et Valenciennes. Elle est établie, entre les stations de Corbie et d'Achiet-le-Grand, à environ 178 kilomètres de Paris,,.
La première gare d'Albert a été détruite pendant la bataille de la Somme. Elle était conforme au modèle des gares de 2e catégorie de la Compagnie telles que celles de Breteuil-Embranchement, de Saint-Just-en-Chaussée ou de Clermont-de-l'Oise.
La gare actuelle est une gare de la reconstruction, édifiée en 1920 par l'architecte Gustave Umbdenstock, pour la Compagnie des Chemins de fer du Nord. Elle est de style flamand, comme les gares de Senlis et de Saint-Quentin. Depuis sa rénovation[Quand ?], un avion Potez est accroché dans le hall, en hommage au développement économique que l'aviation a apporté à la ville.
Il y avait autrefois une correspondance avec les lignes du groupe d'Albert du réseau départemental de la Somme, concédé à la Société générale des chemins de fer économiques (SE). Ces lignes secondaires, qui étaient des voies ferrées d'intérêt local (VFIL) à voie métrique, desservaient : Doullens, Montdidier par Rosières, et Ham par Péronne. Cette exploitation a cessé peu après la Seconde Guerre mondiale.
Tête de ligne du groupe d'Albert de la Société générale des chemins de fer économiques jusqu'aux années 1940, la gare a compris un dépôt et un triage, dont on voit encore les emprises qui accueillaient des trains militaires et de fret agricoles venus ou allant vers la mer, le bassin minier ou le bassin parisien. Côté Arras, se trouve l'amorce de l'ancienne rampe des Chemins de fer d'Albert vers Doullens, remplacée jusqu'aux années 1960 par un embranchement industriel désaffecté depuis lors.
Dans les années 1960, un grand poste d'aiguillage semi-automatisé est installé pour commander la section Corbie – Achiet. Le déclin commencé par la fermeture des lignes locales, à la fin des années 1940, se poursuit avec la fermeture du dépôt vapeur au cours des années 1970, et la fin du triage des wagons militaires et de fret isolés au cours des années 1980-1990. Le faisceau de l'ancienne coopérative agricole et de son silo est alors déclassé, déferré et remplacé par une aire bétonnée plurifonctionnelle.

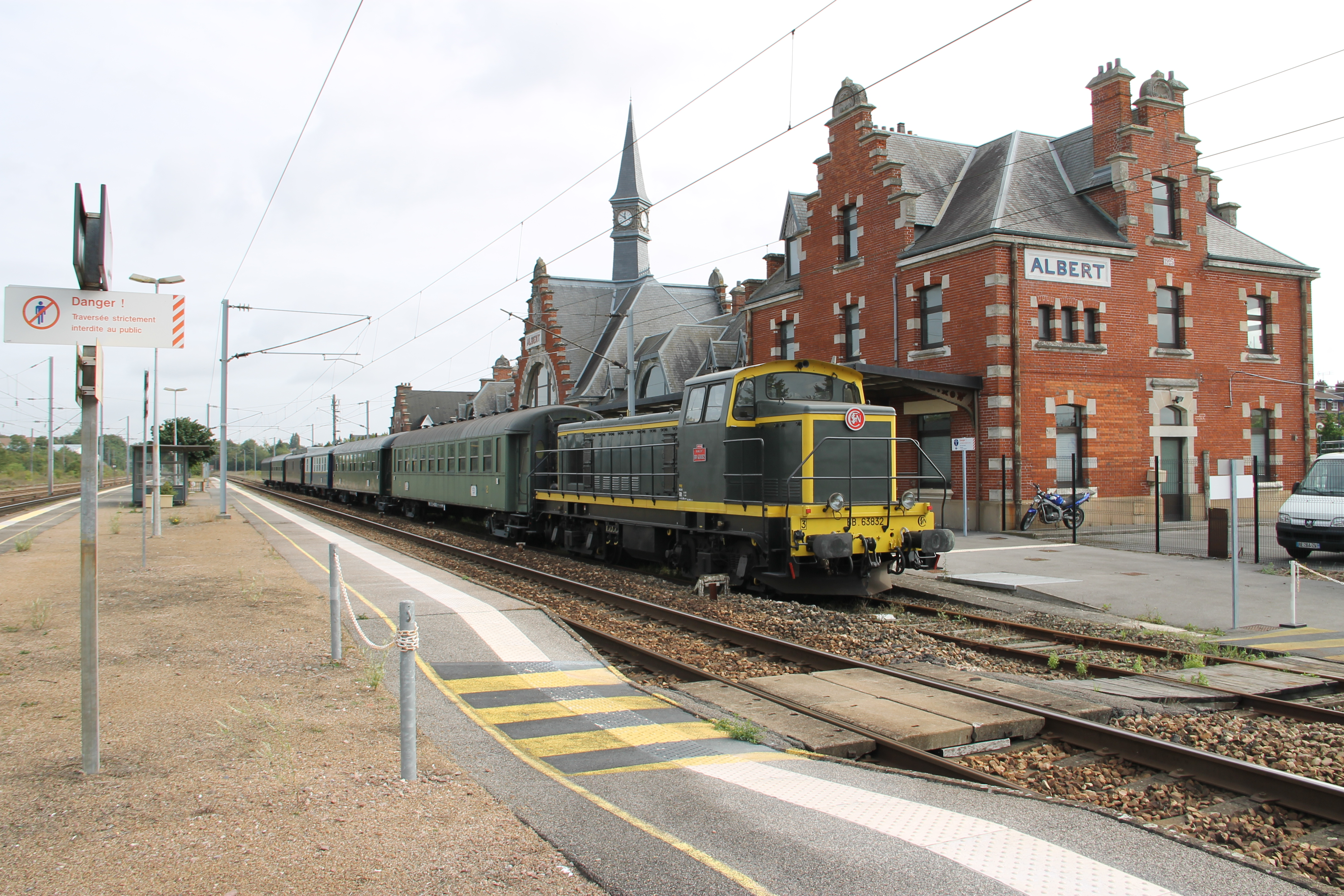
Train spécial du Pacific Vapeur Club à quai, en septembre 2013.

En 1993, le TGV Nord, entre Paris et Lille, est mis en service. Tous les trains « Grandes Lignes » disparaissent peu à peu et ne marquent plus un arrêt déjà raréfié (suppression des trains Corail Amiens – Lille et Paris – Lille en 1996, et de la desserte par le train Lunéa Nice – Lille en 2004). La gare est alors relativement sous-entretenue ; la buvette et le buffet ferment.
Depuis, seuls les TER Rouen – Amiens – Lille y marquent l'arrêt et elle constitue le terminus des navettes omnibus Albert – Corbie – Amiens. Les voies principales 1 et 2 encadrent un quai central, tandis que les voies 3 et 4 servent d'évitement vers le sud. La voie 3 utilisait le quai aujourd'hui disparu des chemins de fer locaux ; elle ne sert que d'évitement et de garage, tandis que la voie 4 à quai peut également servir de terminus pour les trains en cas de travaux, ou en début ou fin de service TER vers Amiens.
Depuis 2007, la gare reprend un peu d'activité. Des trains de travaux stationnent alors souvent sur les voies de garage pour réaliser un Renouvellement Voie Ballast (RVB) entre Corbie et Achiet. RFF, la SNCF et les conseils régionaux ont donc entrepris un vaste chantier de remise à niveau depuis 2005, portant sur le matériel neuf, la réfection des gares et points d'arrêts, ainsi que la révision des voies, caténaires et signaux afin d'améliorer vitesse et régularité.
Par ailleurs, une passerelle (munie d'ascenseurs) est posée à partir du 27 novembre 2021, dans le cadre des travaux d'accessibilité de la gare.

## Fréquentation
De 2015 à 2023, selon les estimations de la SNCF, la fréquentation annuelle de la gare s'élève aux nombres indiqués dans le tableau ci-dessous.
| Année                      | 2015    | 2016    | 2017    | 2018    | 2019    | 2020    | 2021    | 2022    | 2023    |
| -------------------------- | ------- | ------- | ------- | ------- | ------- | ------- | ------- | ------- | ------- |
| Voyageurs                  | 453 216 | 455 852 | 471 473 | 447 970 | 473 720 | 347 558 | 421 455 | 524 871 | 600 665 |
| Voyageurs et non voyageurs | 559 527 | 562 780 | 582 065 | 553 049 | 584 840 | 429 083 | 520 314 | 647 989 | 741 562 |

## Service des voyageurs

### Accueil

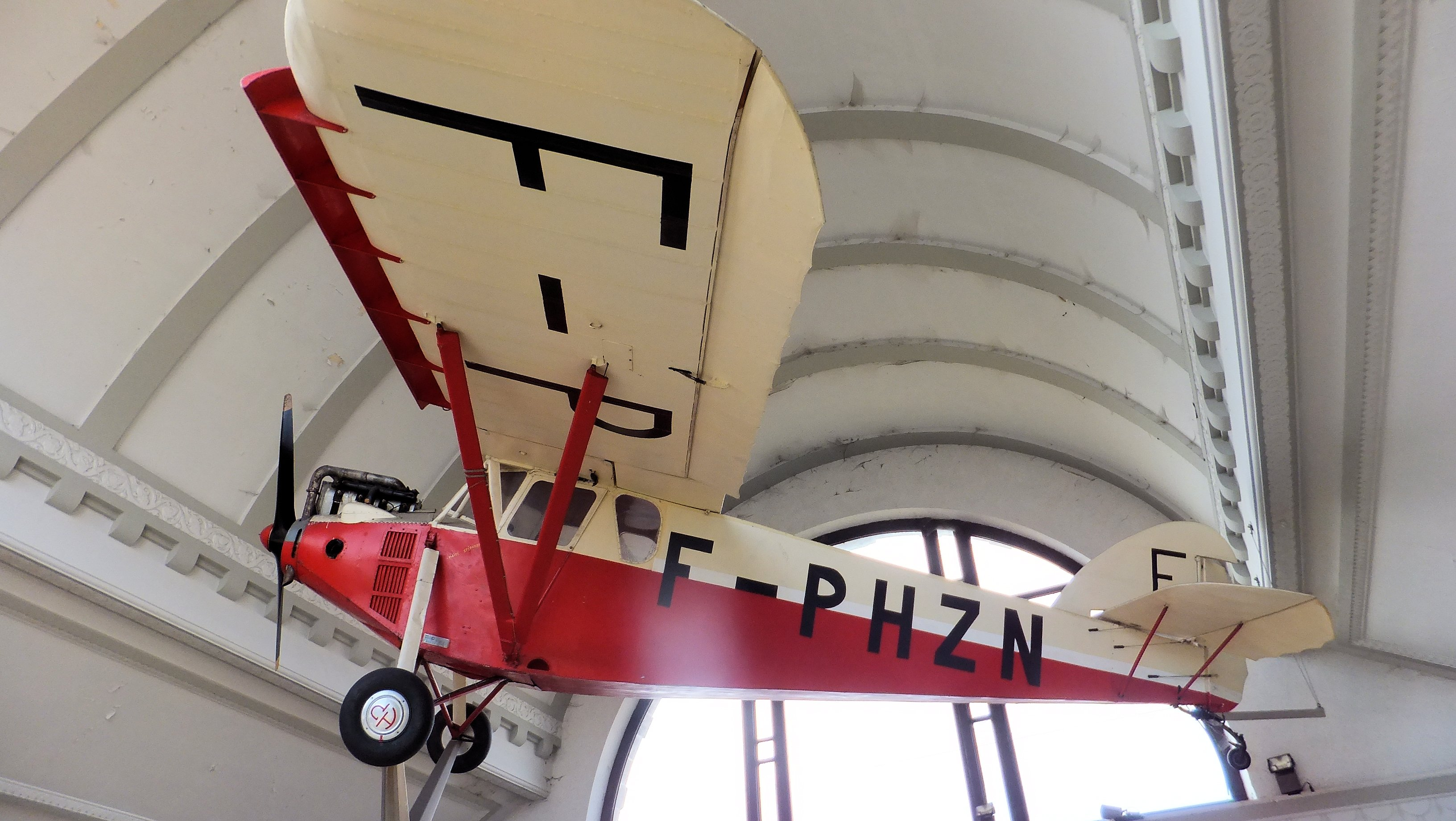
Potez 36 installé en hauteur, dans le hall de la gare.

Gare de la SNCF, elle dispose d'un bâtiment voyageurs, avec guichet, ouvert tous les jours. Elle est équipée d'automates pour l'achat de titres de transport.
Un avion Potez 36 est en exposition dans la gare depuis 1991. Il est installé en hommage à Henry Potez, né à Méaulte en 1891 et fondateur de l'ensemble industriel de la région d'où sortirent plus de 8 000 avions.

### Desserte
Albert est desservie par des trains TER Hauts-de-France, qui effectuent des missions :
- semi-directes entre Rouen, ou surtout Amiens, et Lille (lignes K44 et K45) ;
- omnibus entre Abbeville, ou surtout Amiens, et Albert, voire Arras (lignes P21 et P22).

### Intermodalité
Un parc à vélos et un parking sont aménagés à ses abords.
Par ailleurs, en complément de la desserte ferroviaire, circule — tôt le matin, les jours ouvrés — un autocar TER Hauts-de-France, qui relie la gare d'Albert à la gare routière d'Amiens (voisine de sa gare ferroviaire), via Corbie.

## Service des marchandises
Cette gare est ouverte au trafic de fret : elle dispose d'une grue de levage de 10 tonnes, et est ouverte uniquement aux trains massifs.
La ligne Paris – Lille étant un important axe de transport de fret, la gare voit passer une centaine de trains par jour.

## À la télévision
La gare apparaît dans une courte scène du troisième épisode (Guet-apens) de la série policière Flair de famille, tourné en 2024.